# Yuan Qiqi
Yuan Qiqi, född 26 oktober 1995, är en friidrottare från Kina. Hon deltog vid olympiska sommarspelen 2016.